# Nels Cline

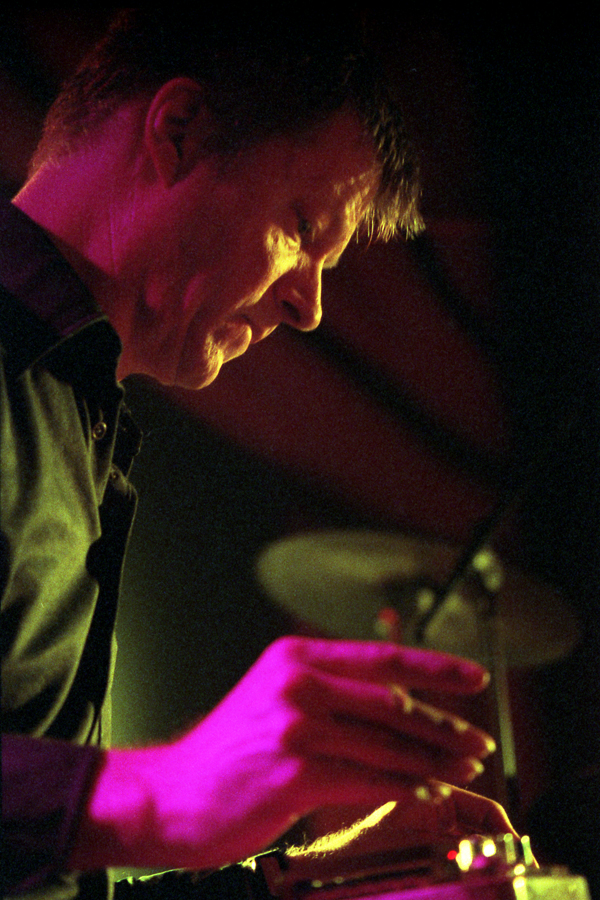
Nels Cline

Nels Cline (* 4. Januar 1956 in Los Angeles) ist ein US-amerikanischer Gitarrist des Modern Creative Jazz und des Alternative Country.

## Leben und Wirken
Mit seinem Zwillingsbruder, dem Perkussionisten Alex Cline, spielte Cline schon in früher Jugend zusammen. Er absolvierte die University Senior High School in Los Angeles, wo er auch weiterhin aktiv war. Gemeinsam mit seinem Bruder, dem Geiger Jeff Gauthier und dem Bassisten Eric Von Essen gründete er 1979 die Gruppe Quartet Music. Daneben bildete er mit Steuart Liebig 1983 die Band Bloc. Er nahm an verschiedenen Projekten von Vinnie Golia teil und gründete ein eigenes, zunächst am Fusionjazz orientiertes Trio, The Nels Cline Singers (Initiate), und reduzierte seine Ausdrucksmittel immer weiter, bis er einen harten und minimalistischen Sound erzielte, den er häufig in Duo-Projekten mit Thurston Moore und Elliott Sharp vorstellte. Er ist Mitglied der Band Banyan.
Weiterhin arbeitete Cline mit Charlie Haden, Wadada Leo Smith, Tim Berne, Stacy Rowles, Jessica Lurie, Wally Shoup/Chris Corsano (Immolation/Immersion, 2005) und Steuart Liebig, aber auch mit Mike Watt oder Willie Nelson zusammen. Auf Gregg Bendians Album Interstellar Space Revisited übertrug er den Part von John Coltrane auf die Gitarre. Eine ähnliche Rolle hatte er auch auf dem Album Electric Ascension (2003), das das Rova Saxophone Quartet mit Gästen einspielte. Im Acoustic Guitar Trio mit Jim McAuley und Rod Poole beschäftigte er sich mit mikrotonaler Improvisation. Seit 2004 ist Cline Lead-Gitarrist der US-Independent-Rockband Wilco. 2012 war er an dem Projekt ROVA Channeling Coltrane (Electric Ascension + Cleaning the Mirror, 2016) beteiligt; 2013 nahm er gemeinsam mit Medeski, Martin & Wood Woodstock Sessions, Vol. 2 auf, das 2014 erschien. Zu hören war er auch auf Ben Goldbergs Good Day for Cloud Fishing (2019). 2020 legte er mit Nels Cline Singers (mit Skerik, Brian Marsella, Trevor Dunn, Scott Amendola und Cyro Baptista) bei Blue Note Records das Doppelalbum Share the Wealth vor. Zu hören ist er u. a. auch auf Adam Rudolphs Album Resonant Bodies (2021).
Wolf Kampmann bezeichnet Cline als einen der wenigen stilprägenden Jazzgitarristen an der US-amerikanischen Westküste. 2007 führte ihn das Rolling Stone Magazin unter den neuen Topgitarristen.
Der Rolling Stone listete Cline 2011 auf Rang 82 der 100 größten Gitarristen aller Zeiten.

## Lexigraphischer Eintrag
- Wolf Kampmann (Hrsg.), unter Mitarbeit von Ekkehard Jost: Reclams Jazzlexikon. Reclam, Stuttgart 2003, ISBN 3-15-010528-5.